# Gartenhaus im Klosterbergegarten

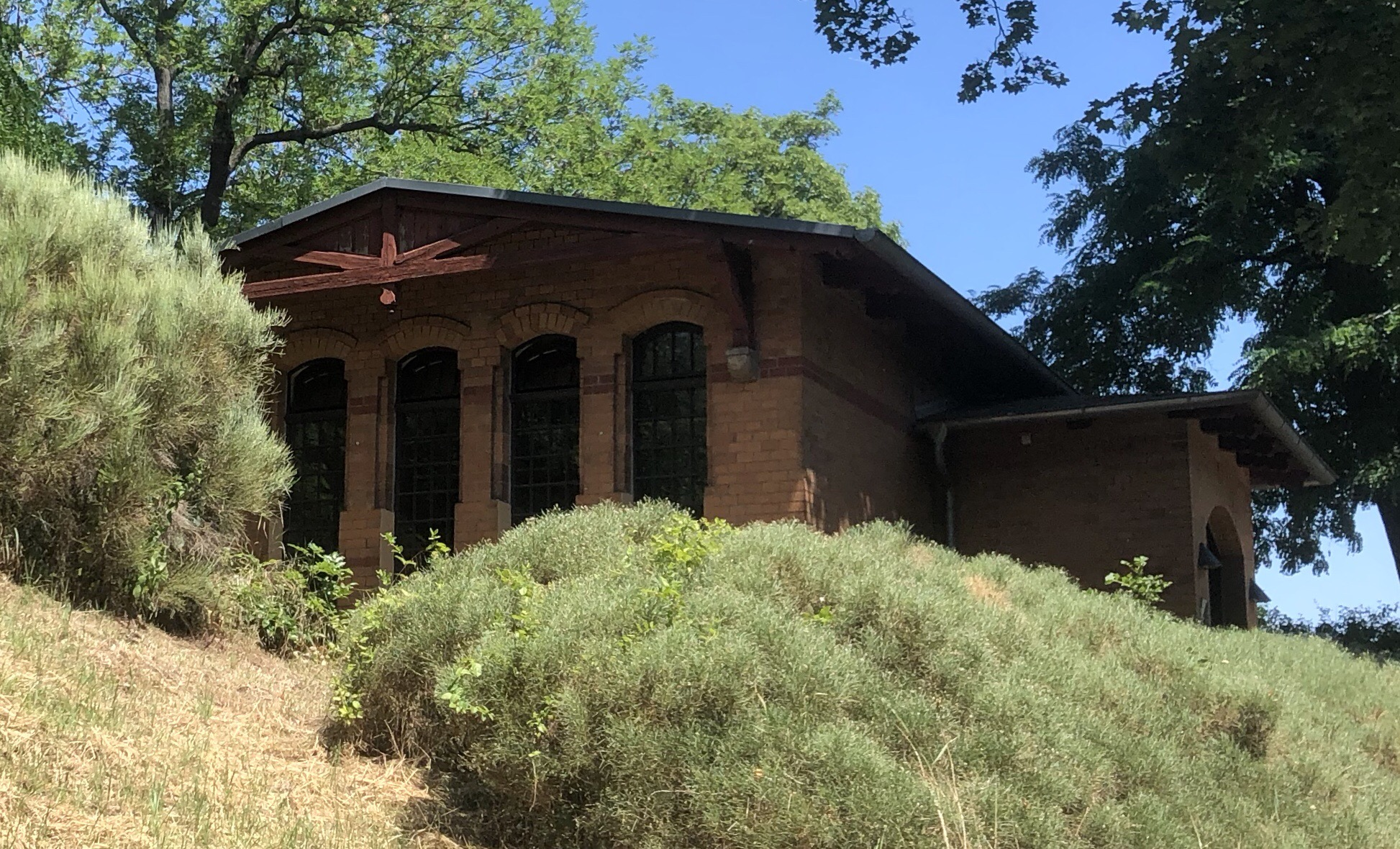
Toilettenhaus, Blick von Westen, 2019

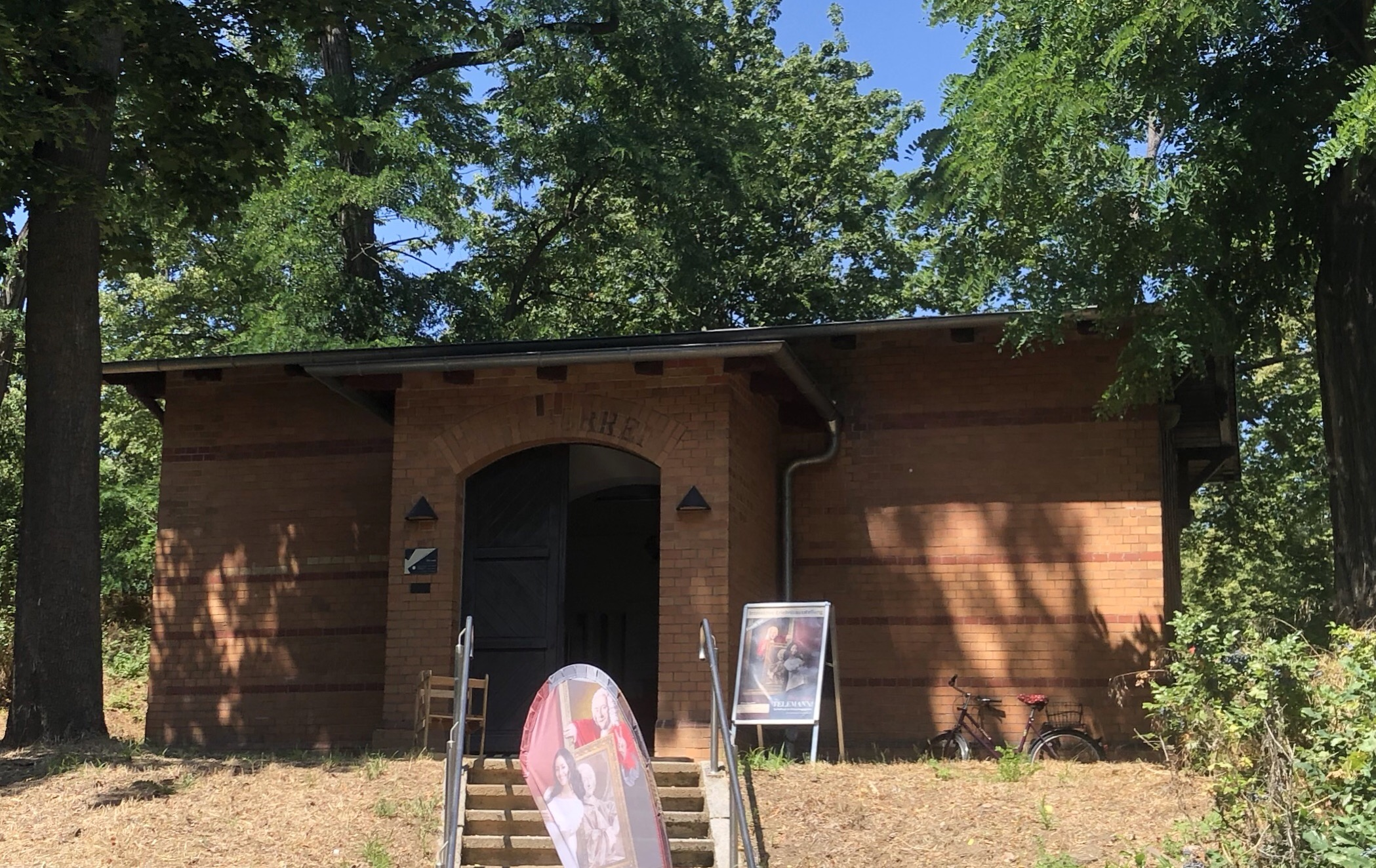
Südseite

Das Gartenhaus im Klosterbergegarten ist ein denkmalgeschütztes ehemaliges Toilettenhaus in Magdeburg in Sachsen-Anhalt. Es wird heute als Ausstellungsgebäude genutzt.

## Lage
Das Gebäude befindet sich am südlichen Rand des Klosterbergegartens auf der Nordseite der Benediktinerstraße im Magdeburger Stadtteil Buckau.

## Architektur und Geschichte
Das eingeschossige Ziegelgebäude wurde im Jahr 1896 im Schweizerhausstil errichtet. Die Fensteröffnungen sind als Segmentbögen gestaltet. Die ziegelsichtigen gelben Fassaden sind mit roten Ziegelbändern gegliedert. Es ist mit flachen vorkragenden Satteldächern gedeckt, die mit hölzernem Sprengwerk verziert sind. 
Im örtlichen Denkmalverzeichnis ist das Gebäude als Toilettenhaus unter der Erfassungsnummer 094 18027 als Baudenkmal verzeichnet.
Das Gebäude gilt als Teil des ebenfalls denkmalgeschützten Klosterbergegartens als bedeutsam. 2019 und 2020 wurde im Gartenhaus die Ausstellung Hör mal, Telemann! zu Leben und Werk des Komponisten Georg Philipp Telemann gezeigt.